# Conops rufofasciatus
Conops rufofasciatus är en tvåvingeart som beskrevs av Enrico Adelelmo Brunetti 1923. Conops rufofasciatus ingår i släktet Conops och familjen stekelflugor. Inga underarter finns listade i Catalogue of Life.